# 스피어민트

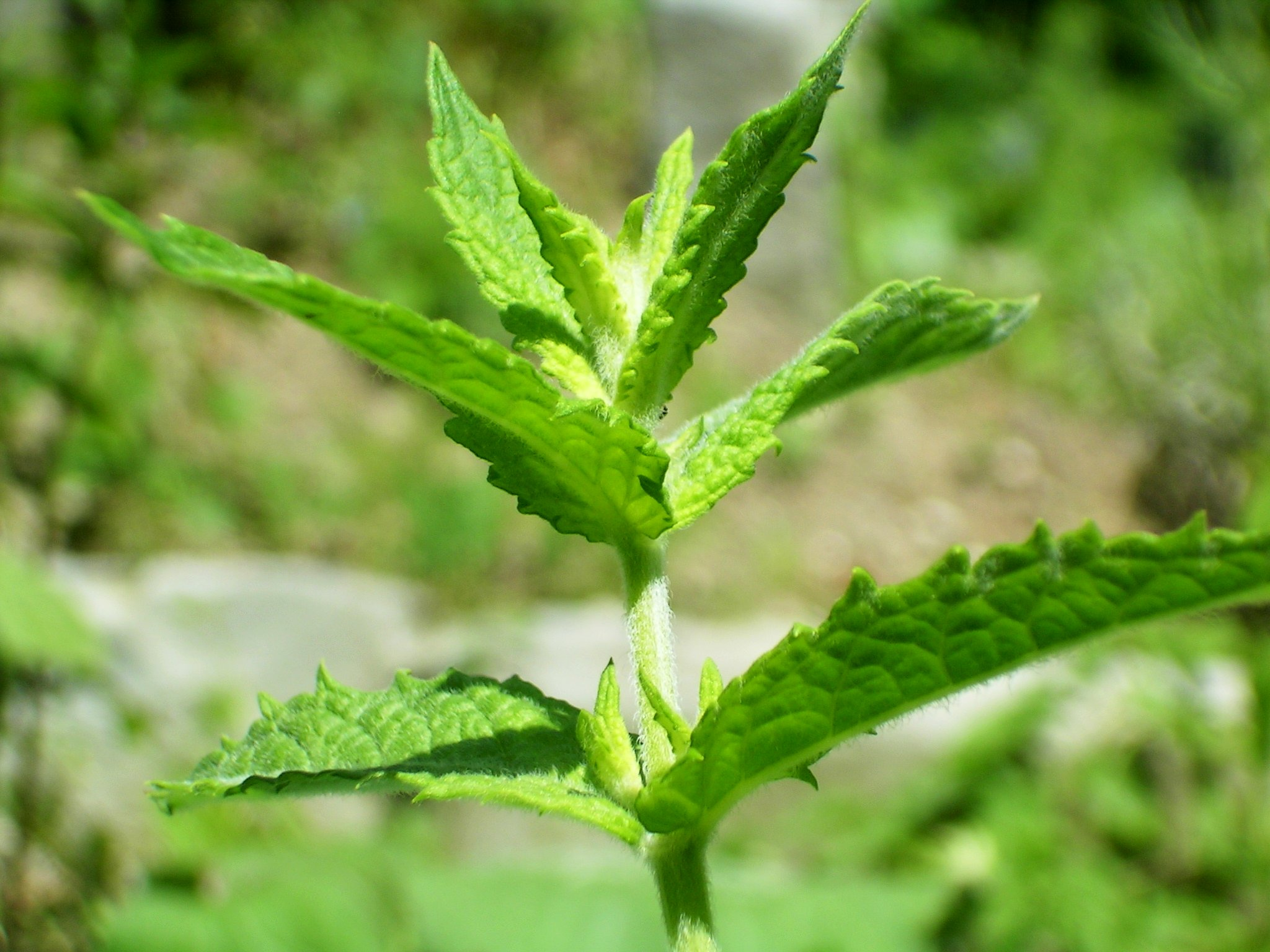
스피어민트의 모습.

스피어민트(spearmint, Mentha spicata, Mentha viridis)는 박하속(민트)에 속하는 종의 하나로, 유럽과 아시아의 수많은 지역(중동, 히말라야, 중국 등)에 자생하며 아프리카 북서부, 북아메리카, 남아메리카, 다양한 해안섬의 일부 지역에서도 볼 수 있다.

## 용도
치약에도 사용하고 담배 냄새를 없애는 향유의 원료로도 사용된다. 방향제나 방충제로도 사용된다.

## 아종
아종은 다음과 같다.
1. Mentha spicata subsp. condensata (Briq.) Greuter & Burdet—뉴질랜드에서 자생
2. Mentha spicata subsp. spicata— 대부분

## 사진

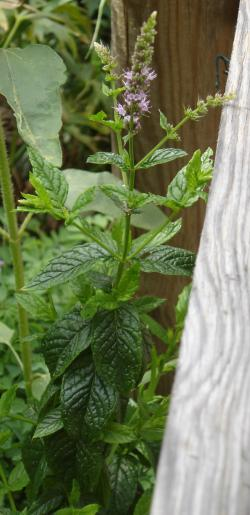
화분
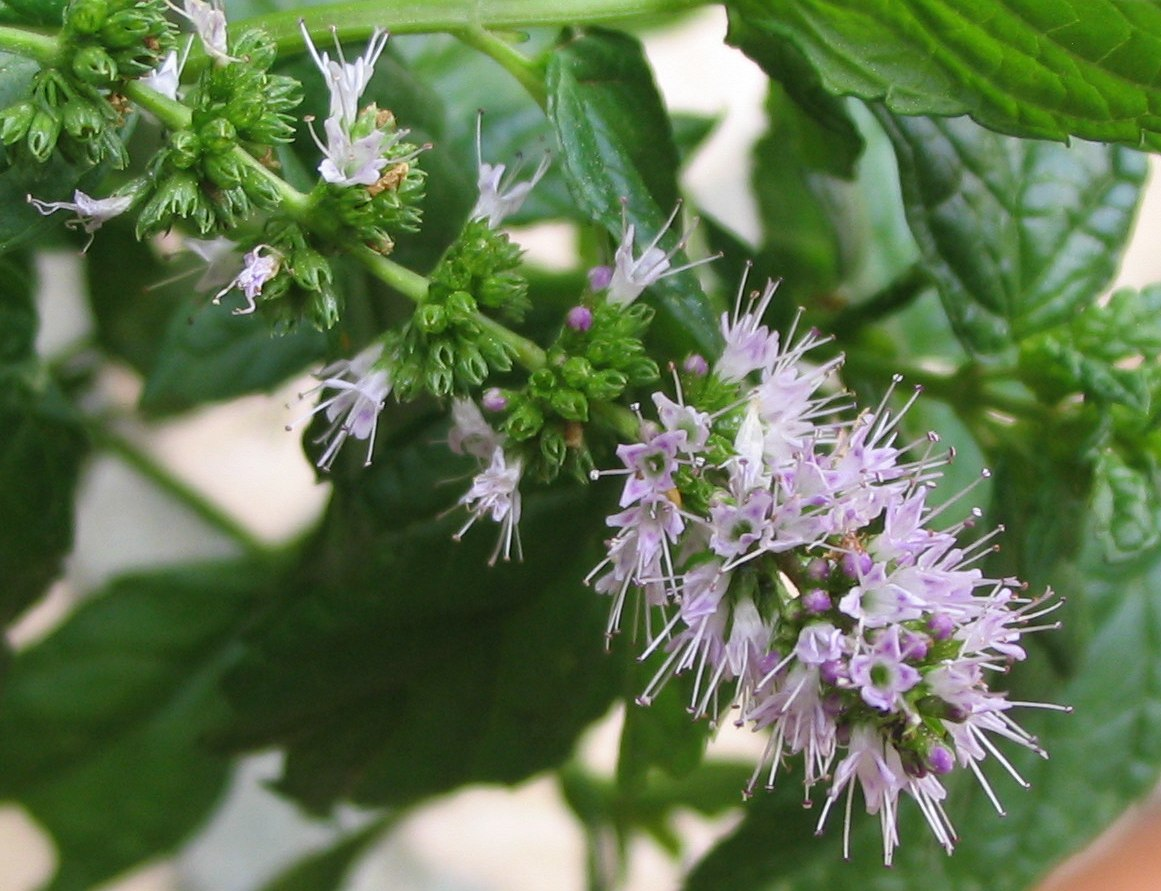
꽃
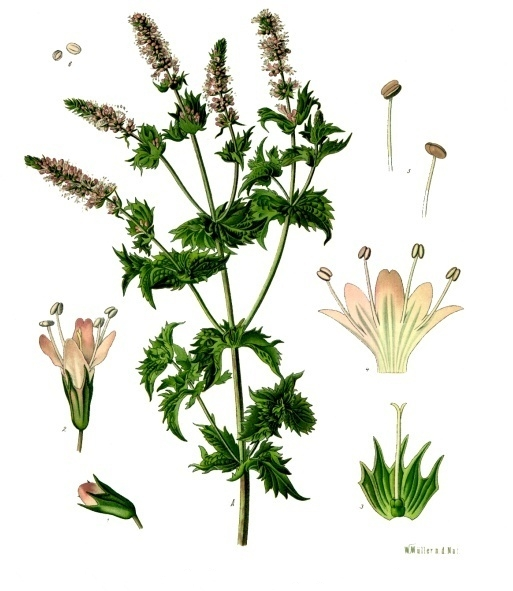
1887년 그림
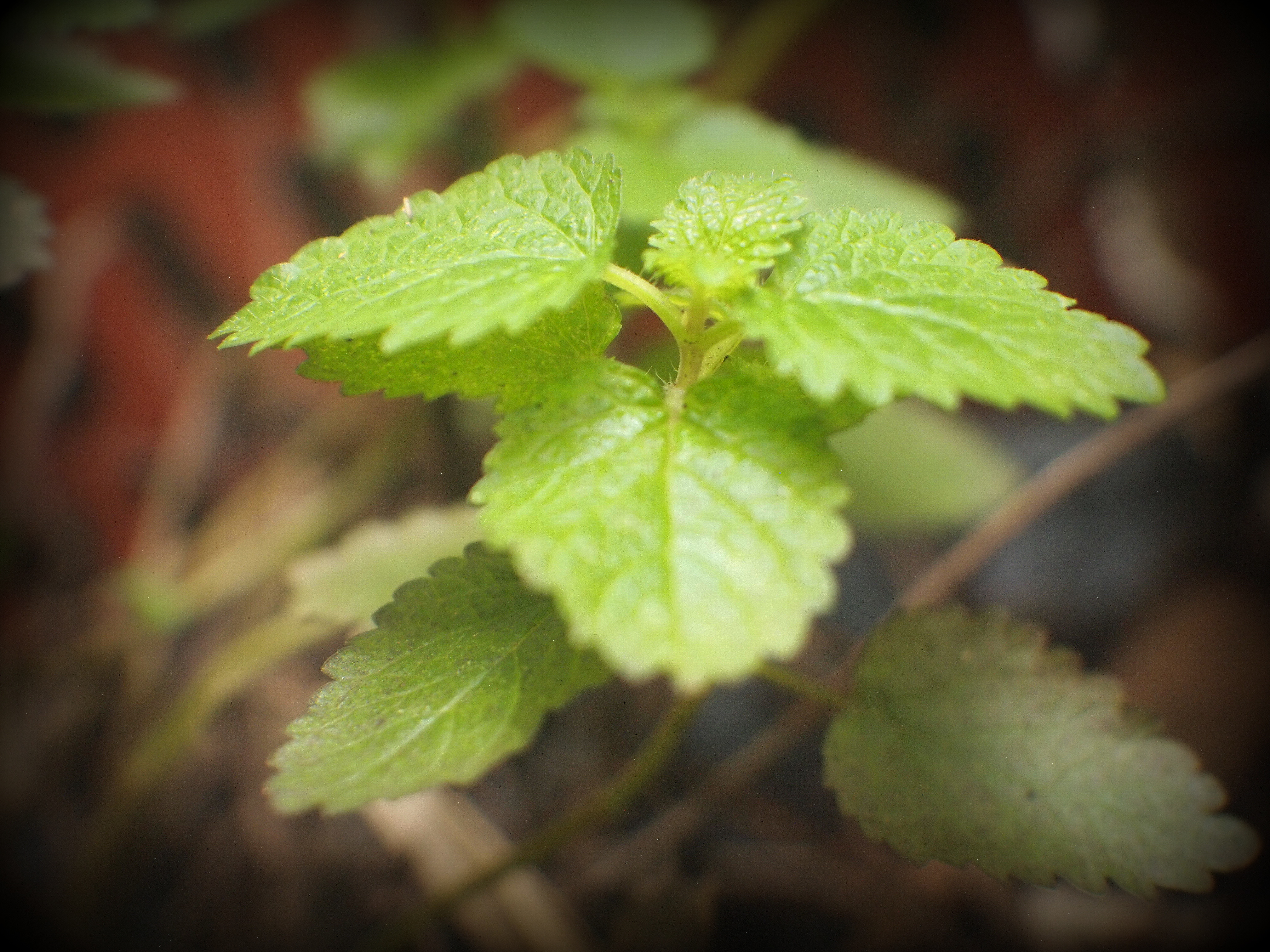
말레이시아에서 성장한 스피어민트.

## 같이 보기
- 박하
- 애플민트
- 페퍼민트
- 오렌지민트
- 페니로얄민트